# برينت جيلكريست
برينت جيلكريست هو لاعب هوكي الجليد كندي، ولد في 3 أبريل 1967 في موسجاو في كندا.

## وصلات خارجية
- برينت جيلكريست على موقع دوري الهوكي الوطني (الإنجليزية)
- برينت جيلكريست على موقع EliteProspects.com (الإنجليزية)
- برينت جيلكريست على موقع HockeyDB.com (الإنجليزية)
- برينت جيلكريست على موقع Hockey-Reference.com (الإنجليزية)